# Klucz Kobylański
Klucz Kobylański – historyczna nazwa dóbr ziemskich w południowo-wschodniej części ziemi krakowskiej w powiecie bieckim, utworzonych najprawdopodobniej w XIV wieku przez spokrewniony z rodziną Bogoriów ród Grzymalitów z Wielkopolski.

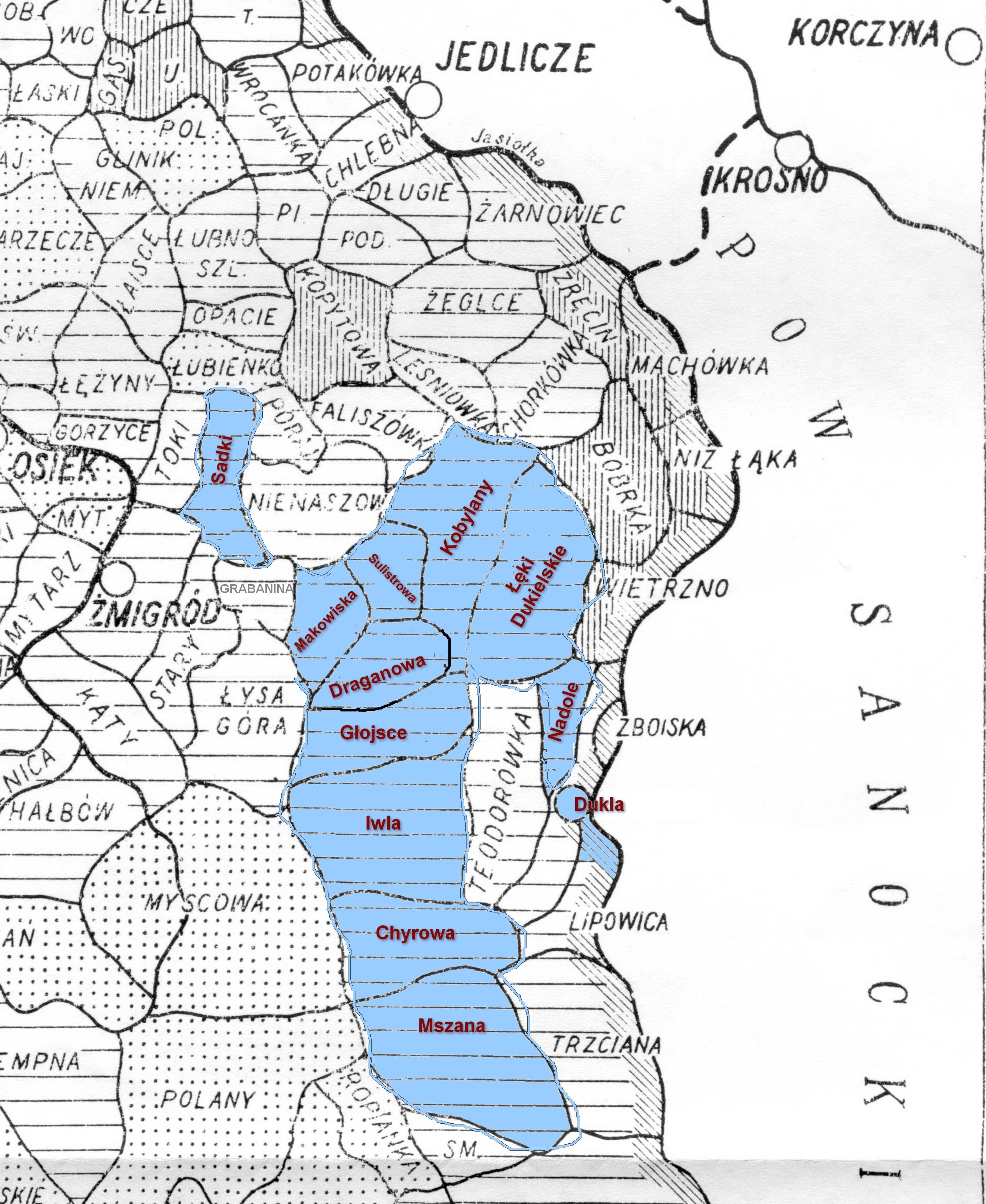
Niebieskim kolorem zaznaczono wsie Klucza Kobylańskiego na mapie Powiatu Bieckiego w 1629 roku Józefa Baruta.

## Historia rodu właścicieli dóbr do chwili powstania Klucza. Okoliczności powstania Klucza Kobylańskiego
Protoplastą rodu Grzymalitów pochodzącego z Pogorzeli na Śląsku i osiadłego w połowie w. XIII w Wielkopolsce był Dzierżek urodzony na początku XII wieku. Miał on syna Przecława, który był łowczym, koniuszym książęcym od 1246, kasztelanem biechowskim od 1252 którego syn, także Przecław, został kasztelanem gnieźnieńskim. Wymieniany jest w orszaku Łokietka w 1306 r., a po raz ostatni w źródłach pojawia się w 1311 roku. Synem Przecława, był kolejny Przecław. Nosił przydomek „z Gułtowa”, położonego w dzisiejszym powiecie poznańskim. Rozpoczął karierę od objęcia w 1348 roku urzędu kasztelana poznańskiego, będąc jednocześnie także starostą kaliskim. Tego ostatniego urzędu został jednak pozbawiony przez Kazimierza Wielkiego, podobnie jak Maciej Borkowic ze starostwa poznańskiego. Doprowadziło to do zawiązania w 1352r. konfederacji, na czele której obaj stanęli. Konflikt został rozwiązany, a Przecław obejmował coraz to nowe urzędy. W 1359 r. został starostą kościańskim, a rok później wojewodą kaliskim. Od tego momentu, bardzo często pojawiał się jako świadek różnych akcji prawnych, a więc musiał przebywać w bliskim otoczeniu króla Kazimierza Wielkiego. Żonaty z nieznaną z imienia siostrą Jarosława z Bogorii i Skotnik – arcybiskupa gnieźnieńskiego, za którą dostał w posagu wieś Strzelce nad Wschodnią w dzisiejszym powiecie staszowskim. Jego synowie nosili przydomek „ze Strzelec”.
Jednym z jego synów był Janusz Suchywilk ze Strzelec, kanclerz królewski, późniejszy arcybiskup gnieźnieński. Większość źródeł podaje, że Suchywilk odziedziczył Klucz Kobylański po swoim ojcu Przecławie [np. Wdowiszewski, Kamiński]. 

Skan dokumentu z 28 sierpnia 1366 spisanego we Włodzimierzu w którym Król Kazimierz Wielki potwierdził akt podziału i darowiznę dóbr przez Janusza, kanclerza krakowskiego na rzecz swych bratanków.

Tezie tej zaprzecza Andrzej Marzec, który twierdzi, że Suchywilk wszedł w posiadanie majątków skupionych wokół Żmigrodu i Kobylan w drodze kupna lub zamiany, a nie w drodze dziedziczenia. A. Marzec twierdzi również, że postawiona przez niego wiele lat temu teza, że ojcem kanclerza był Pakosław z Januszewic okazała się nie do utrzymania. Wiadomo natomiast bardzo dobrze, że kanclerz miał brata Cztana, który przejął po ojcu majątki w ziemi sandomierskiej czyli Oleśnicę i Strzelce. 
22 sierpnia 1358 roku król Kazimierz Wielki wydał zbiorowy dokument, którym nadawał właścicielowi Kobylan i przyległych miejscowości prawo do lokacji na prawie niemieckim. 
Sześć lat później nastąpiła nieznana bliżej zamiana Klucza Kobylańskiego, potwierdzona przez króla Kazimierza Wielkiego w dniu 21 października 1364 r. Kamiński uważa, że cyt. "wtedy zapewne Klucz Kobylański przeszedł z rąk wojewody Przecława i jego żony w posiadanie ich syna Janusza, kanclerza krakowskiego w dwa lata później niewątpliwego już właściciela tych majętności "per ipsum conparatis"."
Ponieważ Janusz Suchywilk był duchownym i nie posiadał własnego potomstwa, dobra Klucza Kobylańskiego oddał swoim bratankom. 28 sierpnia 1366 roku we Włodzimierzu Kazimierz Wielki potwierdził akt podziału i darowiznę dóbr przez Janusza, kanclerza krakowskiego na rzecz swych bratanków Wilczka. Piotra, Mikołaja, Mroczka i Jana pod tym warunkiem zrobionej, aby wsie przez niego zakupione i jego zupełną własnością będące, tylko na męskich potomków przechodziły, a nawet w braku takowych, potomkowie płci żeńskiej nigdy sobie żadnego prawa do spadku rościć nie mogli. W ten sposób powstała pierwsza w Polsce ordynacja, którą dzisiaj nazwalibyśmy ordynacją rodową (fideikomisem familijnym). Poniżej treść dokumentu z 1366r.

## Zasięg klucza
Do klucza tego oprócz wsi Kobylany, należała także Dukla i 11 innych wsi:
1. Kobylany (oryg. Cobyle);
2. Chyrowa (oryg. Chirwatowa Wola);
3. Draganowa (oryg. Droganowo);
4. Dukla (oryg. Ducle);
5. Głojsce (oryg. Gloscze);
6. Iwla (oryg. Iwla);
7. Makowiska (oryg. Macowiscza);
8. Mszana(oryg. Msana);
9. Leszczyna (oryg. Lesczina);
10. Łęki Dukielskie (oryg. Lanky);
11. Sadki (oryg. Sadky);
12. Sulistrowa (oryg. Sulostryiowa);
13. Nadole (oryg. Zawandole).

Nie należały do Klucza Kobylańskiego trzy wsie wymienione w dokumencie z 1366roku: Rybitwy wieś w okolicach Krakowa oraz Zagórze i Pankracowa Wola (Kamiński stawia tezę, iż być może to Zagórzyce w pow. Pilzneńskim, parafia Góra i , może Pankracowice w pow. lubelskim, parafia Wąwolnica).

## Analiza geograficzno-historyczna Klucza Kobylańskiego
Andrzej Marzec w rozmowie z Jolantą van Grieken-Barylanką dokonał analizy historyczno-geograficznej Klucza Kobylańskiego. Znajdował się na wschód od Nowego Żmigrodu i sięgał na południu aż po Duklę. Był to dość rozległy i zwarty terytorialnie kompleks dóbr. Jego powstanie, jako jednorodnego własnościowo kompleksu, ma jednak stosunkowo krótką metrykę, choć obszar wokół Żmigrodu jest bardzo starym terenem osadniczym. Do połowy wieku XIV własność na obszarze późniejszego klucza kobylańskiego była bowiem dość zróżnicowana. Żmigród jeszcze w wieku XII stał się ośrodkiem administracyjnym, który przejął funkcje od upadającego grodu w Wietrznie. Wokół nowego ośrodka zaczęło kształtować się podległe mu terytorium, nazywane jeszcze w wieku XV przez Długosza „territorium Smigrodensis”. Jednak funkcje administracyjne Żmigrodu nie przetrwały do późnego średniowiecza i w II połowie wieku XIII dominującym punktem w tym rejonie stał się na trwałe Biecz (tym bardziej po oddaniu go we władanie księżnej Kindze). Dekompozyja okręgu żmigrodzkiego była spowodowana najprawdopodobniej nadaniami monarszymi na rzecz rycerstwa. Jednak używanie terminu „terytorium” dla określania obszaru wokół Żmigrodu jeszcze w końcu średniowiecza, świadczy o przetrwaniu w świadomości ówczesnych ludzi historii tych terenów oraz o istnieniu zapewne dość precyzyjnych jego granic, które dla współczesnych były zapewne dość oczywiste, mimo niejednolitości własnościowej.

Nieco inaczej przedstawia ten problem A. Kamiński.: cyt. Jest rzeczą wielce prawdopodobną, że terytorium klucza kobylańskiego wraz z całą okolicą pomiędzy średnią Wisłoka i Wisłokiem stało się jeszcze w w. XII przedmiotem nadania książęcego na rzecz rycerskiego rodu Bogoriów, którego osadnictwo na tym terenie miało za zadanie obronę granicy polsko-rusko-węgierskiej. Niektóre spośród osad Bogoriów na tym obszarze, np. niedalekie od Dukli Wietrzno, otrzymali jako uposażenie cystersi koprzywniccy od swego fundatora komesa Mikołaja Bogorii w chwili założenia tego klasztoru ok, r. 1185 lub nieco później. Inne pozostały w ręku Bogoriów lub zmieniły z czasem właścicieli. Do tych ostatnich należy Klucz Kobylański, który w połowie w. XIV przez żonę Przecława z Gułtowa kasztelana poznańskiego i wojewody kaliskiego, a siostrę arcybiskupa gnieźnieńskiego Jarosława Bogorii, przeszedł w ręce Grzymalitów

## Zmiany zasięgu i właścicieli
W opracowaniu.